# Motorenfabrik Paul Baer
Die Motorenfabrik Paul Baer GmbH war ein deutscher Motoren- und Automobilhersteller.

## Beschreibung
Das Unternehmen war seit 1908 in Berlin ansässig. Zwischen 1920 und 1926 wurde dort ein Kleinwagen unter dem Namen Baer gebaut.
Der 4/14-PS-Wagen war mit einem Zweizylinder-Zweitaktmotor ausgestattet, der einen Hubraum von 770 cm³  mit 70 mm Bohrung und 100 mm Hub hatte. Die maximale Leistung lag bei 18 PS. Das Gewicht der Fahrzeuge lag zwischen 750 und 800 kg. Der Kraftstoffverbrauch war mit 8 Liter auf 100 km angegeben. Das Getriebe hatte vier Gänge.
Mindestens ein Fahrzeug nahm 1923 am Kleinautorennen auf der Berliner AVUS teil.
Das Elektromobilwerk Kaha bezog zwischen 1921 und 1922 zwei Vierzylindermotoren von Baer.